# 原優介
原 優介（はら ゆうすけ、2000年6月10日 - ）は、中央競馬（JRA）・美浦トレーニングセンターの騎手。東京都出身。

## 来歴
中学卒業後に競馬学校へ入学を希望するも母親の反対もあり高校へ進学する。しかし騎手への夢を諦めきれず高校を1年で中退し、競馬学校へ入学した。
2020年2月に競馬学校を卒業し騎手免許交付初日の3月1日、2回中山競馬2日目第3競走にてトミケンアラバール（15頭立て9番人気）に騎乗してデビューし、結果は8着だった。デビューから40戦目となった4月5日の中山12Rでタイキダイヤモンド（16頭立て13番人気）で初勝利。36期生では最も遅い勝利となった。
2020年8月11日に武井亮厩舎から小桧山悟厩舎へと所属が変更される。デビュー3年目の2022年12月11日に行われた阪神ジュベナイルフィリーズにてミシシッピテソーロに騎乗してG1初出走を果たし、18頭立ての16番人気と低評価ながら5着と健闘した。
2023年3月21日に小桧山悟厩舎所属からフリーへと変更された。同年は11月29日の3年間交際した女性との結婚を経て、年末のチャンピオンズカップ、東京大賞典をウィルソンテソーロで2着するなど活躍した。
2024年3月1日付けで青木孝文厩舎に所属変更となる。

## エピソード
目標とする騎手は津村明秀。

## 主な騎乗馬
- トーラスジェミニ（2021年東風ステークス）
- ウィルソンテソーロ（2023年チャンピオンズカップ2着、東京大賞典2着）

## 騎乗成績

### 概要
|            | 日付           | 競馬場・開催    | 競走名                     | 馬名               | 頭数 | 人気 | 着順 |
| ---------- | -------------- | --------------- | -------------------------- | ------------------ | ---- | ---- | ---- |
| 初騎乗     | 2020年3月1日   | 2回中山2日目3R  | 3歳未勝利                  | トミケンアラバール | 15頭 | 9    | 8着  |
| 初勝利     | 2020年4月5日   | 3回中山4日目12R | 4歳以上2勝クラス           | タイキダイヤモンド | 16頭 | 13   | 1着  |
| 重賞初騎乗 | 2020年8月9日   | 2回新潟6日目11R | レパードステークス         | フェイバリット     | 15頭 | 15   | 13着 |
| GI初騎乗   | 2022年12月11日 | 6回阪神4日目11R | 阪神ジュベナイルフィリーズ | ミシシッピテソーロ | 18頭 | 16   | 5着  |